# Take Good Care of My Baby
«Take Good Care of My Baby» (‘’Cuida bien a mi nena’’) es una canción escrita por Carole King y Gerry Goffin que fue llevada a la fama por el cantante Bobby Vee en 1961. Asimismo, ha sido versionada por numerosos artistas y grupos, destacando la versión hecha por The Beatles, los cuales la lanzaron en 1962, así como la de  Dion DiMucci y la de Bobby Vinton, el cual la volvió a llevar a las principales listas en 1968.